# Branceilles
 Branceilles  (en occitano Brancelhas) es una comuna y población de Francia, en la región de Lemosín, departamento de Corrèze, en el distrito de Brive-la-Gaillarde y cantón de Meyssac.
Su población en el censo de 2008 era de 251 habitantes.
Está integrada en la Communauté de communes des Villages du Midi Corrézien.

## Demografía
| 321 | 350 | 308 | 272 | 225 | 236 | 251 |
| Para los censos de 1962 a 1999 la población legal corresponde a la población sin duplicidades (Fuente: INSEE [Consultar]) |     |     |     |     |     |     |